# NGC 7138
NGC 7138 is een balkspiraalstelsel in het sterrenbeeld Pegasus. Het hemelobject werd op 3 augustus 1864 ontdekt door de Duitse astronoom Albert Marth.

## Synoniemen
- UGC 11817
- MCG 2-55-14
- ZWG 427.25
- KARA 932
- PGC 67406